# Monotoma quadrifoveolata
Monotoma quadrifoveolata é uma espécie de insetos coleópteros polífagos pertencente à família Monotomidae.
A autoridade científica da espécie é Aube, tendo sido descrita no ano de 1837.
Trata-se de uma espécie presente no território português.